# Havlovice (Domažlice)
Havlovice (německy Hawlowitz) jsou vesnice, část okresního města Domažlice v Plzeňském kraji. Nachází se asi tři kilometry západně od Domažlic. Prochází tudy železniční trať Domažlice – Planá u Mariánských Lázní a silnice II/193. Je zde evidováno 93 adres. V roce 2011 zde trvale žilo 191 obyvatel.
Havlovice leží v katastrálním území Havlovice u Domažlic o rozloze 4,72 km².

## Historie
První písemná zmínka o vesnici pochází z roku 1789.

## Obyvatelstvo
| Rok            | 1869 | 1880 | 1890 | 1900 | 1910 | 1921 | 1930 | 1950 | 1961 | 1970 | 1980 | 1991 | 2001 | 2011 | 2021 |
| -------------- | ---- | ---- | ---- | ---- | ---- | ---- | ---- | ---- | ---- | ---- | ---- | ---- | ---- | ---- | ---- |
| Počet obyvatel | 350  | 381  | 343  | 351  | 385  | 371  | 338  | 256  | 249  | 224  | 170  | 150  | 151  | 191  | 269  |
| Počet domů     | 49   | 61   | 63   | 60   | 64   | 70   | 72   | 73   | 63   | 63   | 59   | 52   | 71   | 79   | 92   |

## Obecní správa
Při sčítání lidu v letech 1850–1980 Havlovice byly samostatnou obcí v okrese Domažlice. Od 1. července 1980 jsou částí města Domažlice ve stejnojmenném okrese. V letech 1850–1879 k obci patřily Česká Kubice, Nová Pasečnice, Petrovice a Stará Pasečnice a v letech 1850–1909 také Babylon.

## Pamětihodnosti
Jižně od vesnice se v poloze Na Zámku (kóta 578 metrů) nachází lomem poškozené pozůstatky raně středověkého hradiště z desátého století.

## Galerie

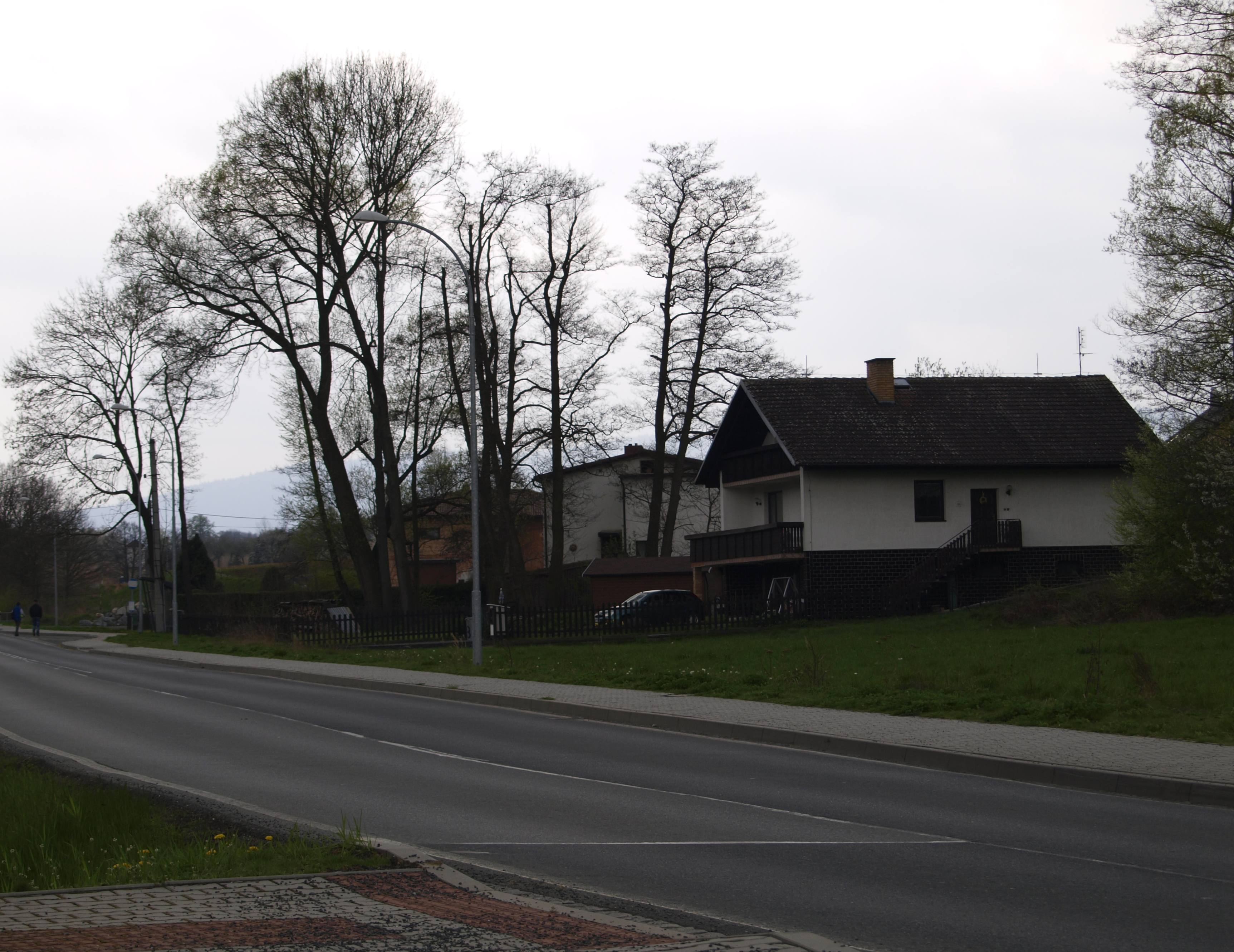
Pohled k jihozápadu obce, silnice II č. 193
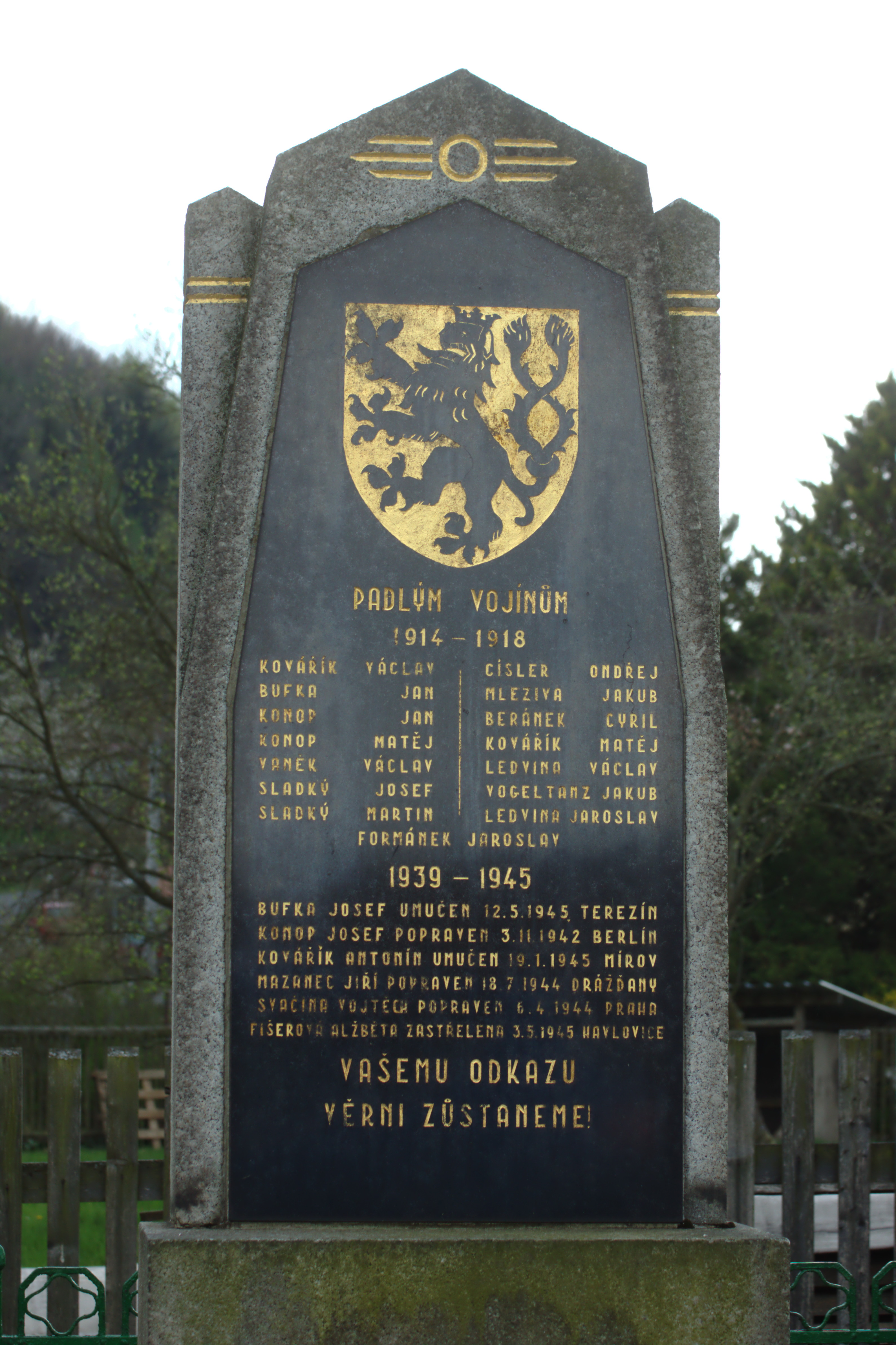
Pomník obětem obou světových válek u křižovatky
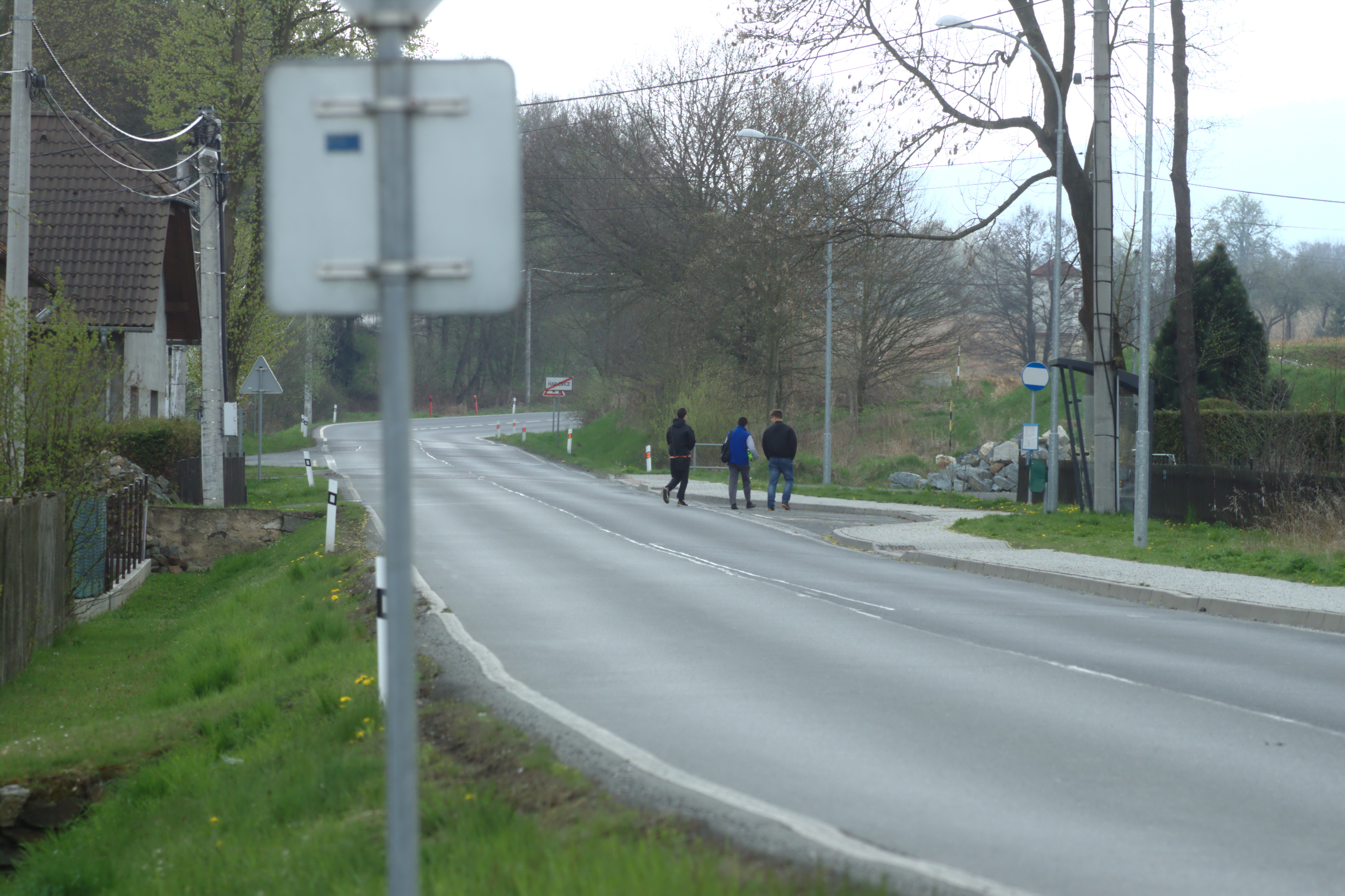
Okraj obce